# Paranoidna osebnostna motnja
Paranoidna osebnostna motnja je osebnostna motnja, povezana s sumničavostjo, jezo in sovražnostjo; pri tem je čustvena sfera izrinjena. V primeru psihotične dekompenzacije se navadno pojavijo simptomi blodnjave motnje.

## Značilnosti
Za to motnjo je značilno neupravičeno vsesplošno nezaupanje ljudem v okolici in bližnjim. To je še posebno očitno takrat, ko preraste v globalno razmišljanje o zaroti in slabih namenih. Medosebni odnosi paranoidne osebe z njenimi bližnjimi postanejo težki. Malenkosti, kot so zvonenje na vratih, hupanje avta za hišo, pred vhodna vrata odvržena vrečka, dobijo za osebo z motnjo nenavaden, grozeč in usoden pomen. Osebe so pogosto napete, na robu izbruha, občutljive za kritiko. Na prigovarjanje odreagirajo še z večjo nezaupljivostjo in jezo.

## Vzroki
Jasni vzroki motnje niso znani. Do sedaj so uspeli odkriti le oddaljeno povezavo s shizofrenijo pri sorodnikih. K motnji zagotovo prispevajo tudi okoliščine doma, kjer v odnosih prevladujejo nezaupanje in tudi neprepoznano sovraštvo, vendar o tem ni zanesljivih dokazov.
Posebej so k tej motnji zaradi izkušenj in izpostavljenosti nagnjene določene skupine ljudi, kot so zaporniki, begunci, ljudje s slušnimi težavami in starejši.

## Zdravljenje
Ker osebe s to motnjo ne iščejo pomoči (razen če imajo sočasno še kakšno drugo motnjo, npr. tesnobo ali depresijo, je zdravljenje zelo negotovo. Pri terapiji ne vztrajajo. Do sedaj ni dokazov, da bi zanje bila učinkovita katera koli oblika zdravljenja.